# Joseph Incandela
Joseph Incandela, detto Joe (...), è un fisico statunitense.
Professore di Fisica all'Università della California a Santa Barbara, è attualmente impiegato al CERN, dove è stato il quarto portavoce (spokesperson) dell'esperimento Compact Muon Solenoid (CMS) al Large Hadron Collider (LHC) fino al 2013.

## Biografia
Ha conseguito il dottorato all'Università di Chicago nel 1986. Ha lavorato all'esperimento UA2 al CERN che studiava i bosoni W e Z, successivamente ha lavorato agli esperimenti collegati al bosone di Higgs.
Nel 1991 si è ritrasferito negli USA per lavorare al Fermilab dove ha coordinato la costruzione e la progettazione dei rilevatori in silicone e ha co-diretto la ricerca per il quark top, studiato osservando i jet di quark bottom. Il canale di decadimento in jet b ha avuto il contributo maggiore nella scoperta del quark top nel 1995.
Dal 1997 ha lavorato al Large Hadron Collider (LHC) del CERN, conducendo la costruzione di una grossa parte del sistema di rilevazione per l'esperimento Compact Muon Solenoid (CMS).
Nel 2011 è stato nominato portavoce di CMS e il 4 luglio 2012, in una conferenza tenuta nell'auditorium del CERN , assieme a Fabiola Gianotti, portavoce di ATLAS, ha presentato i dati ufficiali riguardanti il bosone di Higgs. Nel 2014 gli è subentrato nell'incarico Tiziano Camporesi.

## Riconoscimenti
L'11 dicembre 2012 gli è stato assegnato il Fundamental Physics Prize 2012.
Nel 2015 è stato eletto membro della National Academy of Sciences.